# Roland Janson
Åke Roland Janson (født 5. september 1939 i Göteborg, død 8. oktober 2019 samme sted) var en svensk skuespiller. Han var i sin karriere mest tilknyttet Folkteatern i Göteborg, men gæstede også på andre teatre såsom Dramaten.
På film huskes han bedst for sin medvirken i Selskabsrejsen fra 1980, der er instrueret af Lasse Åberg.

## Udvalgt filmografi
- Fidusen (1978)
- Selskabsrejsen (1980)
- Ene hane i kurven (1981)
- Græsenkemand (1982)
- Jönssonligan på Mallorca (1989)
- Storstad (tv-serie, 1990-1991)
- Tre kärlekar (tv-serie, 1991)
- Rederiet (tv-serie, 1994)
- Rusar i hans famn (1996)
- Hem till byn (tv-serie, 2002-2006)